# John Hitchman
John Hitchman (Chipping Norton, 1805-Royal Leamington Spa, 3 de marzo de 1867) fue un médico y filántropo británico asociado con la ciudad de Royal Leamington Spa. Nacido en Chipping Norton, Oxfordshire, Hitchman se mudó a Royal Leamington Spa en 1828 para trabajar como cirujano. Desde 1832 formó parte del personal del Hospital del condado de Warwickshire, más tarde rebautizado como Warneford Hospital and Bathing Institution. Hitchman donó fondos a muchos fondos de caridad para los pobres. En 1851 compró un terreno para establecer The Arboretum, un espacio plantado para el uso gratuito del público. Esto se convirtió en un sitio de 40 acres (16,2 ha) que contiene 500.000 arbustos y árboles.
En 1862, Hitchman estableció su propio hospital en The Arboretum, centrado en la hidropatía. Adoptó la homeopatía en 1865 y, aunque la junta desaprobó esto como «charlatanería», se le permitió permanecer en el personal del Hospital Warneford. La muerte de Hitchman se atribuyó al exceso de trabajo en su práctica médica y causas benéficas. La gente del pueblo contribuyó a la construcción de una fuente conmemorativa, erigida en 1869.

## Carrera de medicina y gobierno local

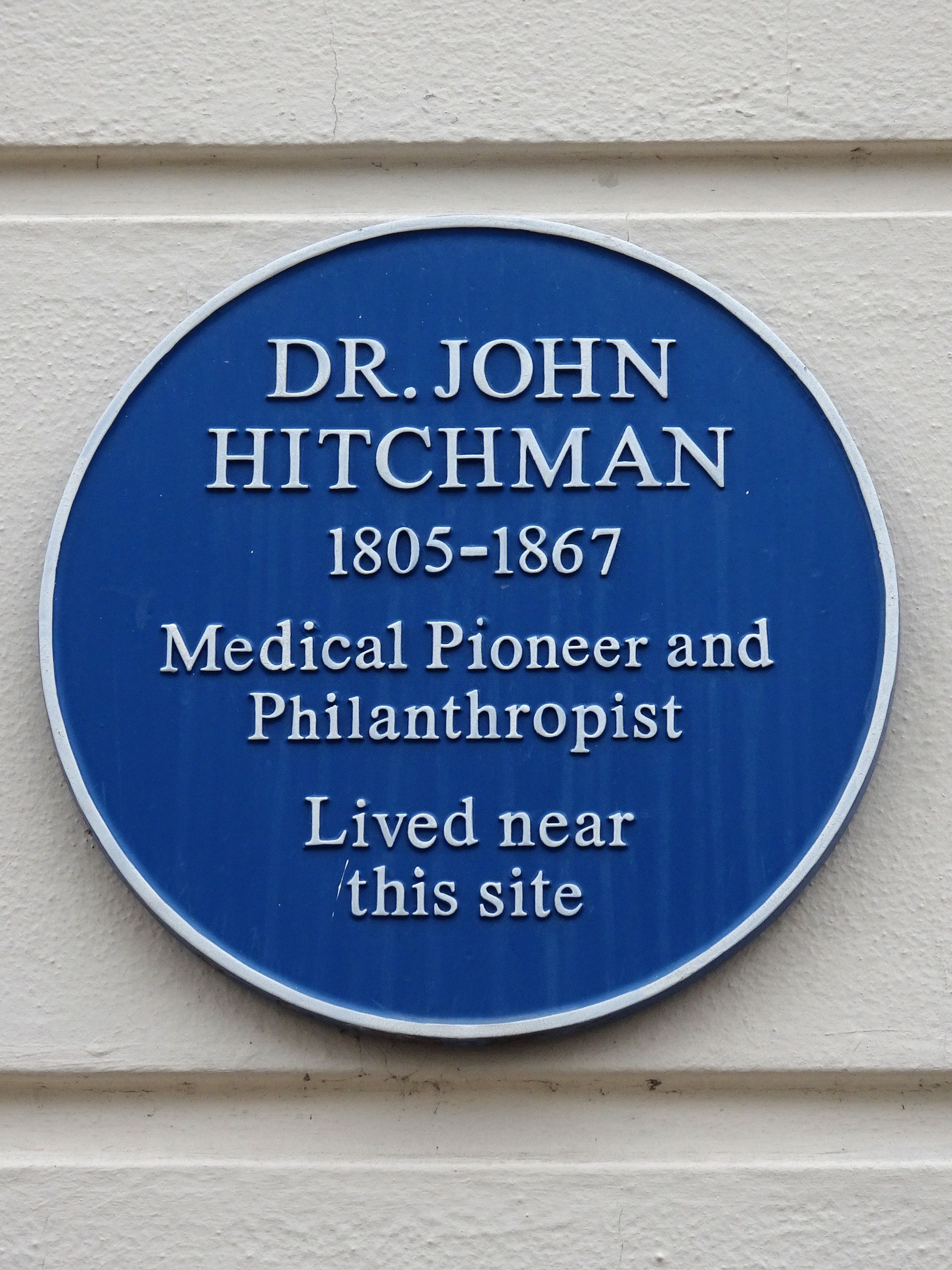
Placa azul en Lansdowne Place.

Hitchman nació en Chipping Norton, Oxfordshire, en 1805. Se formó como asistente de cirujano en Banbury antes de mudarse a Leamington Priors (rebautizado como Royal Leamington Spa en 1838) en 1827/28. Estableció la práctica de un cirujano en Clemens Street y luego se mudó a High Street y luego a The Parade. Durante al menos 20 años vivió en una casa en Lansdowne Place. Hitchman se casó con Sarah Baker de Fenton, Staffordshire, en Stoke on Trent el 26 de abril de 1832. En su consulta, Hitchman a menudo recetaba carne del carnicero y pagaba los honorarios de los pacientes pobres. Desde 1832, Hitchman fue cirujano en el Hospital del condado de Warwickshire de la ciudad, más tarde rebautizado como Warneford Hospital and Bathing Institution, y fue nombrado miembro de su junta.
Hitchman se interesó mucho en su nueva ciudad y se convirtió en uno de sus comisionados de mejoras. Era el comisionado en funciones de mayor edad cuando ese organismo fue abolido y reemplazado por una junta local de salud en 1853, permaneció en la junta hasta su muerte. Una campaña de Hitchman salvó el sendero a Guy's Cliffe de ser cortado por la construcción de la línea Coventry-Leamington (inaugurada en 1844), y se persuadió al Ferrocarril de Londres y Birmingham para que construyera un metro debajo de la línea.

## Filantropía
En 1840, Hitchman estaba contribuyendo a un fondo para la asistencia de los pobres en Leamington. En 1843, en medio de preocupaciones sobre los impactos de los cambios propuestos a las leyes de cereales, organizó el fondo de ayuda para trabajadores para proporcionar empleo a los hombres de clase trabajadora en Leamington. El fondo llevó a cabo importantes obras en los jardines públicos adyacentes al río Leam instalando caminos, elevando las orillas del río y creando el lago del parque. El parque se formalizó en 1846 como Jephson Gardens, llamado así por Henry Jephson, otro médico y filántropo local. Hitchman fue uno de los 44 fideicomisarios originales del parque.
Hitchman también contribuyó a los fondos de sopa y fue un defensor del Leamington College for Boys. En la década de 1860, fue responsable de plantar tilos en Binswood Avenue y Beauchamp Avenue.

## Arboretum

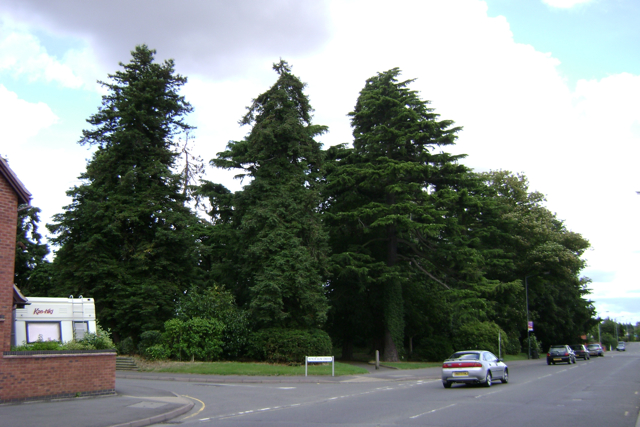
Árboles restantes del Arboretum.

En 1851, Hitchman compró 11 acres (4 ha) de tierra en las afueras de Leamington y plantó miles de flores, arbustos y árboles, muchos de especies exóticas. El sitio se abrió al acceso público gratuito como The Arboretum. Eventualmente se expandió a más de 40 acres (16 ha) entre Tachbrook Road y Saint Helen's Road e incluía 500.000 arbustos y árboles. Hitchman realizó un festival en el sitio para conmemorar el final de la Guerra de Crimea (1853-1856) y erigió una misión frente a la calle Tachbrook para la celebración de servicios de oración, a menudo predicando allí los domingos por la tarde. Un defensor de la hidropatía, particularmente con agua salada, en 1862 Hitchman estableció el Hospital Hidropático Arboretum en los terrenos, parcialmente financiado por una subasta de más de 300,000 plantas y árboles raros. El Hospital se convirtió en la residencia principal de Hitchman.

## Homeopatía
Hitchman anunció su adopción de la homeopatía en una reunión de la Sociedad Médica Homeopática de Midland en Birmingham en junio de 1865. La práctica fue rechazada por la medicina convencional. Aunque se le permitió permanecer en el personal del Hospital Warneford, la junta directiva de la institución aprobó un estatuto que impedía el nombramiento futuro de cualquier médico que practicara «hidropatía, homeopatía, mesmerismo o cualquier otra forma de charlatanería». Hitchman permaneció en el personal hasta su muerte, después de lo cual la junta eliminó el uso de Bathing Institution («Institución de baño») en el título del hospital.

## Muerte y legado

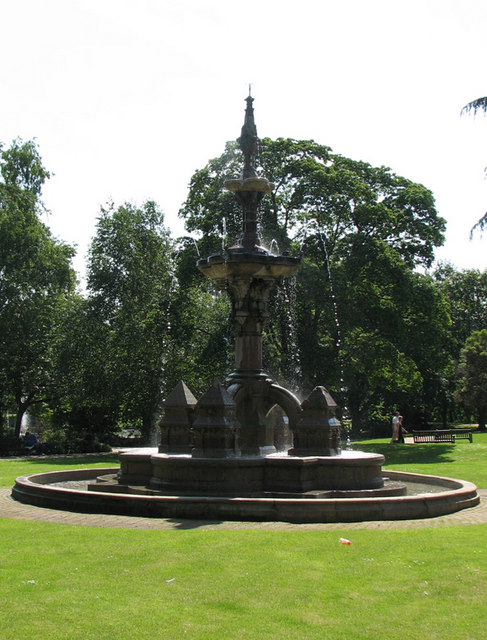
Fuente de Hitchman, Leamington.

En sus últimos años, Hitchman abogó por un mejor tratamiento de las aguas residuales en Leamington. Su activismo condujo a la creación, en el verano de 1866, de un comité de ingenieros para resolver el asunto. Hitchman murió en el Arboretum Hospital en la mañana del 3 de marzo de 1867. El Directorio Médico Homeopático atribuyó su muerte a una enfermedad derivada de su arduo trabajo e intereses caritativos.
Hitchman fue enterrado en el cementerio de Whitnash Road el 8 de marzo. Muchos de los habitantes del pueblo asistieron a su procesión fúnebre desde The Arboretum, lo que resultó en una de las multitudes más grandes vistas en el pueblo hasta esa fecha. Muchas de las tiendas cerraron durante el día y las persianas en toda la ciudad se cerraron como muestra de respeto.
Un comité dirigido por el Dr. Jephson del Warneford Hospital se reunió poco después de la muerte de Hitchman para planificar un monumento en su honor. La gente del pueblo suscribió más de £ 300 (equivalente a £ 29500 en la actualidad) para la construcción de una fuente conmemorativa que se erigió en la esquina noroeste de Jephson Gardens en 1869. Después de su muerte, la esposa de Hitchman regresó con su familia en Staffordshire, donde murió en 1890. Ella proporcionó terrenos para la Iglesia de San Juan Bautista y financió parcialmente su construcción, que se completó en febrero de 1878 como reemplazo de la misión de la calle Tachbrook.
El Arboretum Hospital sobrevivió hasta 1883, cuando la homeopatía pasó de moda, y fue comprado por Midland Counties Home for Incurables para usarlo como hospicio. Fue asumido por el Servicio Nacional de Salud en 1948 y cerrado en 1995 con la mayor parte del terreno vendido para vivienda. Alrededor de un acre del bosque Arboretum, que se conoció como Hitchman's Wood a fines del siglo XX, sobrevive en Saint Helens Road.